# 1102
| Calendário gregoriano                                                        | 1102 MCII                                            |
| Ab urbe condita                                                              | 1855                                                 |
| Calendário arménio                                                           | 551 – 552                                            |
| Calendário bahá'í                                                            | -742 – -741                                          |
| Calendário budista                                                           | 1646                                                 |
| Calendário chinês                                                            | 3798 – 3799 Início a 21 de janeiro (aproximadamente) |
| Calendário copta                                                             | 818 – 819                                            |
| Calendário etíope                                                            | 1094 – 1095                                          |
| Calendários hindus - Vikram Samvat - Calendário nacional indiano - Cáli Iuga | 1157 – 1158 1023 – 1024 4202 – 4203                  |
| Calendário Holoceno                                                          | 11102                                                |
| Calendário islâmico                                                          | 495 – 496                                            |
| Calendário judaico                                                           | 4862 – 4863                                          |
| Calendário persa                                                             | 480 – 481                                            |
| Calendário rúnico                                                            | 1352                                                 |
| Calendário solar tailandês                                                   | 1645                                                 |

1102 (MCII, na numeração romana) foi um ano comum do século XII do calendário juliano, da Era de Cristo, e a sua letra dominical foi E (52 semanas), teve início a uma quarta-feira, terminou também a uma quarta-feira.
No território que viria a ser o reino de Portugal estava em vigor a Era de César que já contava 1140 anos.
| Ano completo                        |
| ----------------------------------- |
| Ano comum com início à quarta-feira |

## Eventos
- Eleição de Diego Gelmírez, antigo escriba do conde D. Raimundo de Borgonha (Senhor da Galiza), para arcebispo de Santiago de Compostela. Organiza o roubo das relíquias dos santos mais venerados em Braga.
- O conde D. Henrique vence os mouros na Batalha de Arouca.
- O conde D. Henrique concede o foral a Mangualde.
- Pacta Conventa - Início da união pessoal entre a Croácia e Hungria, quando os croatas reconhecem Colomano da Hungria como seu soberano.
- Chegada dos peregrinos da Cruzada de 1101 a Jerusalém na Páscoa.
- Fundação do Condado de Trípoli com a conquista de territórios ao redor da cidade de Trípoli (Líbano).
- Casamento de Eustácio III de Bolonha com Maria da Escócia.
- Dagoberto de Pisa é removido do Patriarcado Latino de Jerusalém e substituído por Evremar de Therouannes.
- Acordo de paz entre Roberto II da Flandres e Henrique IV da Germânia.
- Boleslau III da Polónia sucede ao pai como Grão-Duque da Polónia.
- Segunda Batalha de Ramla entre os Cruzados do Reino de Jerusalém e o Califado Fatímida do Egito.

## Nascimentos
- 7 de Fevereiro - Matilde de Inglaterra, a Imperatriz, consorte de Henrique V da Germânia e iniciadora da dinastia Plantageneta da Inglaterra (m. 1167).

## Mortes
- 19 de Maio - Estevão II, Conde de Blois, um dos líderes da Primeira Cruzada, em batalha.
- 27 de Maio - Estêvão I, Conde da Borgonha e de Mâcon (n. 1057).